# Stoa d'Eumène
Le portique d'Eumène ou stoa d'Eumène est un portique, ancien passage couvert situé sur la pente sud de l'acropole d'Athènes, reliant le théâtre de Dionysos à l'odéon d'Hérode Atticus, à Athènes. Il a été donné à la ville par le roi Eumène II de Pergame, vers -160. La galerie a été fouillée par la Société archéologique d'Athènes en 1877-1878.

## Description
Les vestiges de la galerie s'étendent aujourd'hui sur 163 mètres de long, mais des fouilles récentes ont montré que sa longueur d'origine était d'environ 190 mètres, une partie ayant été démolie lors de la construction de l'Hérodion, avec lequel elle était connectée. Elle comportait deux niveaux, sur une largeur de 17,65 m. Selon Vitruve, son but était de fournir un abri aux spectateurs qui attendaient d'entrer dans le théâtre de Dionysos, ainsi qu'une zone de mise en scène pour la scène du théâtre,. Les composants du portique, en marbre anatolien, ont été préfabriqués à Pergame et expédiés à Athènes, ce qui n'est pas inhabituel pour les dons royaux de cette époque.
La stoa d'Eumène, de conception assez semblable à celle bâtie par son frère Attale II une dizaine d'années plus tard, comportait deux niveaux, avec des colonnes extérieures doriques au rez-de-chaussée et ioniques à l'étage. La donation d'Eumène s'inscrivait dans le cadre d'un effort pour étendre l'influence diplomatique du royaume Attalide sur les cités grecques,,.
Contrairement à la stoa d'Attale, elle n'a pas été conçue pour les affaires, mais comme un abri ou une simple promenade pour les visiteurs de l'acropole d'Athènes.

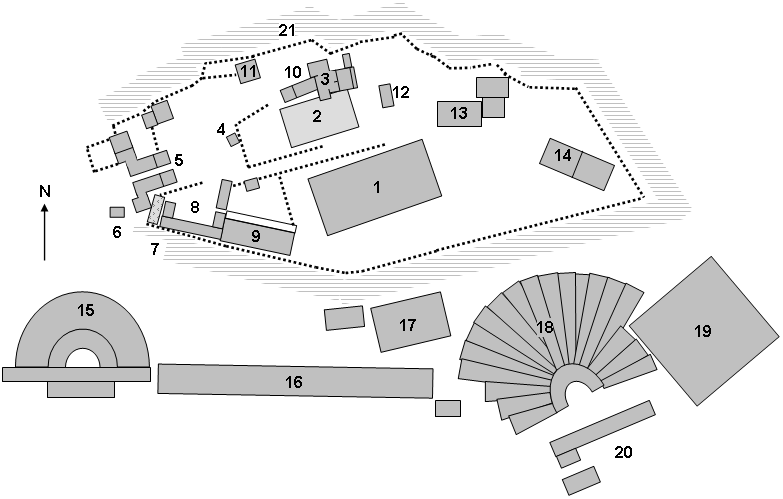
Plan du site de l'acropole d'Athènes. La stoa d'Eumène est au numéro 16.

## Galerie

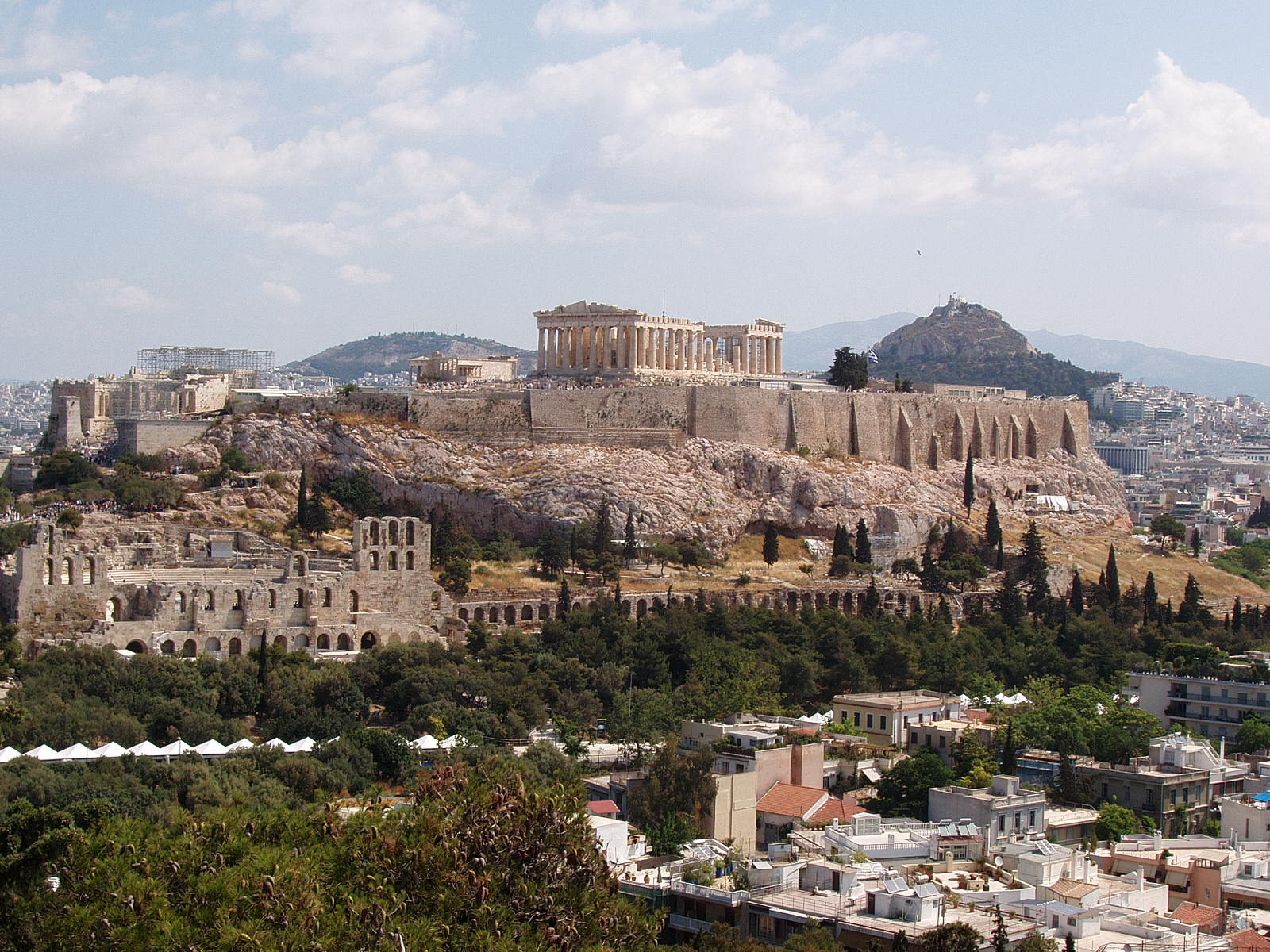
Vue depuis le monument de Philopappos. La stoa est visible entre l'odéon d'Hérode Atticus, à gauche, et le théâtre de Dionysos, à droite.
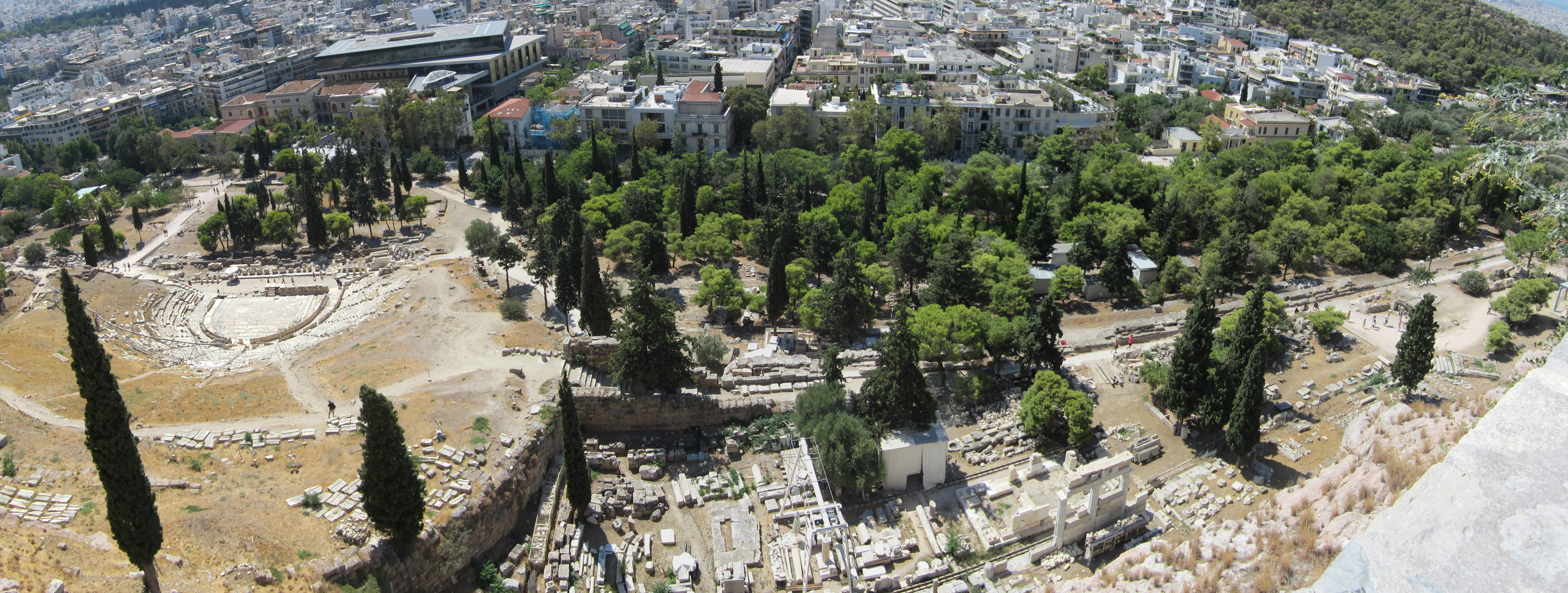
La stoa d'Eumène relie le théâtre de Dionysos, à gauche, à l'odéon d'Hérode Atticus, à droite hors de l'image. Vue prise du rempart sud de l'Acropole.
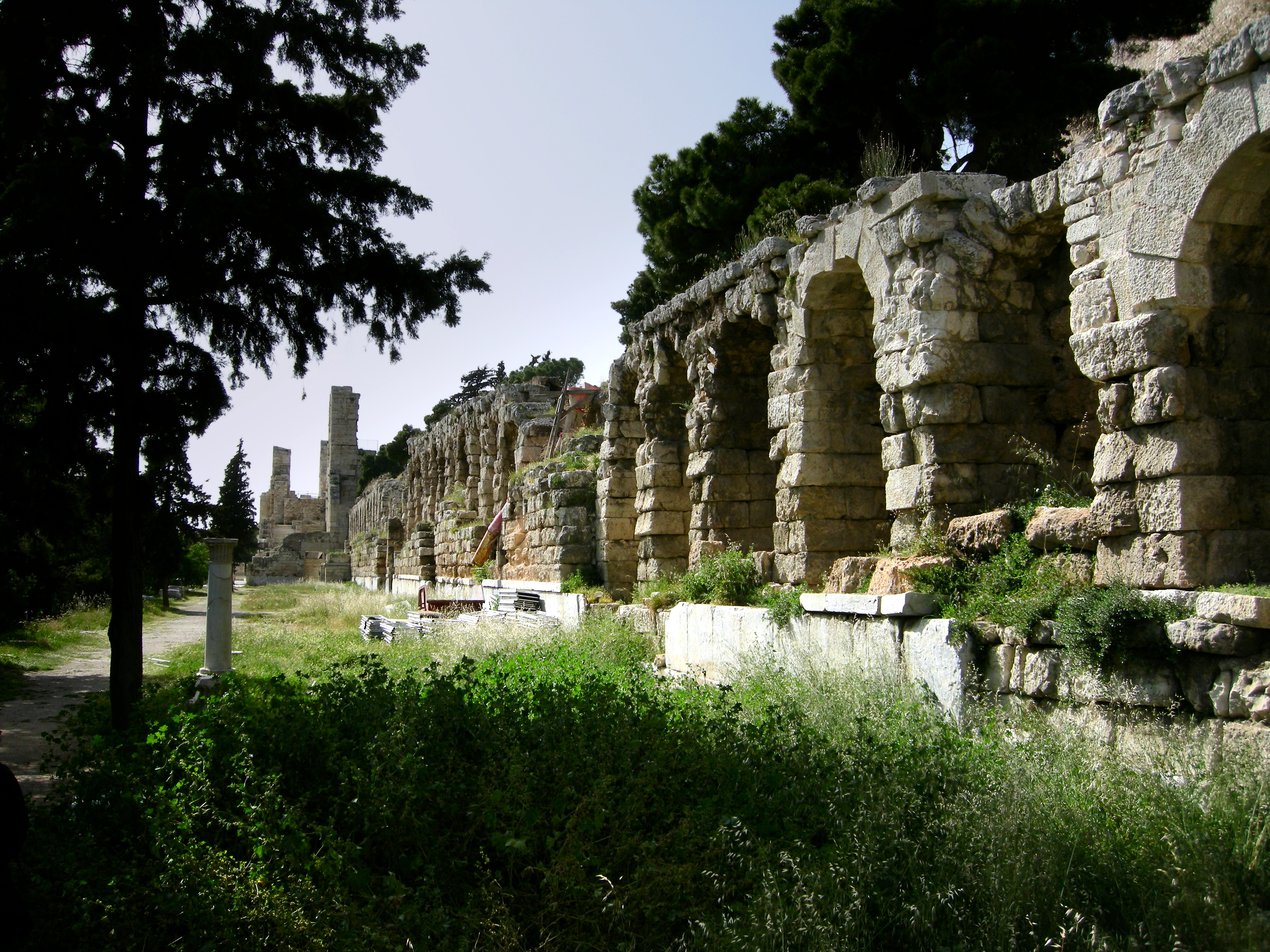
Vue de la stoa en 2008, avant les travaux de restauration.